# Volvatella kawamurai
Volvatella kawamurai is een slakkensoort uit de familie van de Volvatellidae. De wetenschappelijke naam van de soort is voor het eerst geldig gepubliceerd in 1946 door Habe.